# 석보초등학교
석보초등학교는 대한민국 경상북도 영양군 석보면 원리리에 있는 초등학교다.

## 학교 연혁
- 1920년	4월 17일 설립인가
- 1921년	1월 16일 석보공립보통학교 개교
- 1923년 3월 25일 제1회 졸업식(남 5명)
- 1934년 4월 20일 석보공립보통학교 부설 화매간이학교 설립 인가
- 1934년 5월 12일 석보공립보통학교 화매간이학교 개교
- 1938년	4월 1일 석보공립심상소학교 개칭
- 1941년	4월 1일 석보공립국민학교 개칭
- 1943년 4월 30일 화매공립국민학교 승격 인가
- 1943년 5월 26일 화매공립국민학교 승격 분리
- 1949년 7월 31일 석보공립국민학교 소계분교 개교
- 1962년 4월 26일 석보공립국민학교 주남분교장 설립 인가
- 1962년 9월 5일 석보국민학교 주남분교 개교
- 1965년 3월 1일 석보국민학교 요원분실 설치
- 1965년 4월 1일 석보국민학교 요원분교장 설립 인가
- 1965년 4월 20일 석보국민학교 요원분교 개교
- 1968년 3월 1일 주남국민학교 승격 분리, 요원분교장 편입
- 1972년 3월 1일 소계국민학교 승격 분리
- 1981년	3월 5일 병설유치원 개원
- 일자미상 소계국민학교 분교장 격하 편입
- 1991년 3월 1일 화매국민학교 택전분교 폐교 및 본교 통폐합
- 1995년	3월 1일 소계분교 폐교 및 본교 통폐합
- 1995년	9월 1일 화매국민학교 폐교 및 본교 통폐합
- 1996년 3월 1일 석보초등학교 개칭
- 1999년	3월 1일 주남초등학교 폐교 및 본교 통폐합
- 2022년	1월 5일 제100회 졸업(총 5,421명)
- 2022년	3월 1일 7학급 편성운영(특수학급 1학급), 병설유치원 1학급
- 2022년	3월 1일 제44대 이점숙 교장선생님 취임

## 학교 상징
- 교화 : 장미
- 교목 : 전나무

## 참고 자료
- 석보초등학교 - 한국교육학술정보원 학교알리미